# 678
Évszázadok: 6. század – 7. század – 8. század
Évtizedek: 620-as évek – 630-as évek – 640-es évek – 650-es évek – 660-as évek – 670-es évek – 680-as évek – 690-es évek – 700-as évek – 710-es évek – 720-as évek
Évek: 673 – 674 – 675 – 676 –  677 – 678 – 679 – 680 – 681 – 682 – 683

## Események

### Európa
- Az újonnan feltalált görögtűz segítségével a bizánci flotta döntő győzelmet arat a muszlimok hajóhada fölött; utóbbi hazafelé tartva a kis-ázsiai Szüllionnál viharba kerül és szinte teljesen megsemmisül. Jazíd ibn Muávija kénytelen feladni Konstantinápoly ostromát. Muávija kalifa 30 évre szóló békét köt IV. Kónsztantinosz császárral.
- Az arab fenyegetéstől megszabadult bizánci hadsereg szétveri a Thesszaloniké környékén fosztogató szlávokat.
- Meghal Wechtar, Friuli hercege. Utóda Landar.
- Meghal Donus pápa. Utóda Agatho.[1]
- Ecgfrith northumbriai király elűzi hivatalából Wilfrid yorki püspököt. Egyházmegyéjét Tarszoszi Theodórosz canterburyi érsek négy püspökségre osztja fel. Wilfrid Rómába indul, hogy a pápától kérjen segítséget.

## Születések
- III. Childebert, frank király

## Halálozások
- április 11. – Donus, római pápa[1]
- május 3. – Tócsi, japán hercegnő
- Áisa bint Abi Bakr, Mohamed próféta legfiatalabb felesége
- Arbogast, strassburgi püspök
- Wechtar, friuli herceg

## Fordítás
- Ez a szócikk részben vagy egészben  a(z)   678 című angol Wikipédia-szócikk ezen változatának fordításán alapul.  Az eredeti cikk szerkesztőit annak laptörténete sorolja fel. Ez a jelzés csupán a megfogalmazás eredetét és a szerzői jogokat jelzi, nem szolgál a cikkben szereplő információk forrásmegjelöléseként.